# Rájec-Jestřebí
Rájec-Jestřebí è una città della Repubblica Ceca facente parte del distretto di Blansko, in Moravia Meridionale.

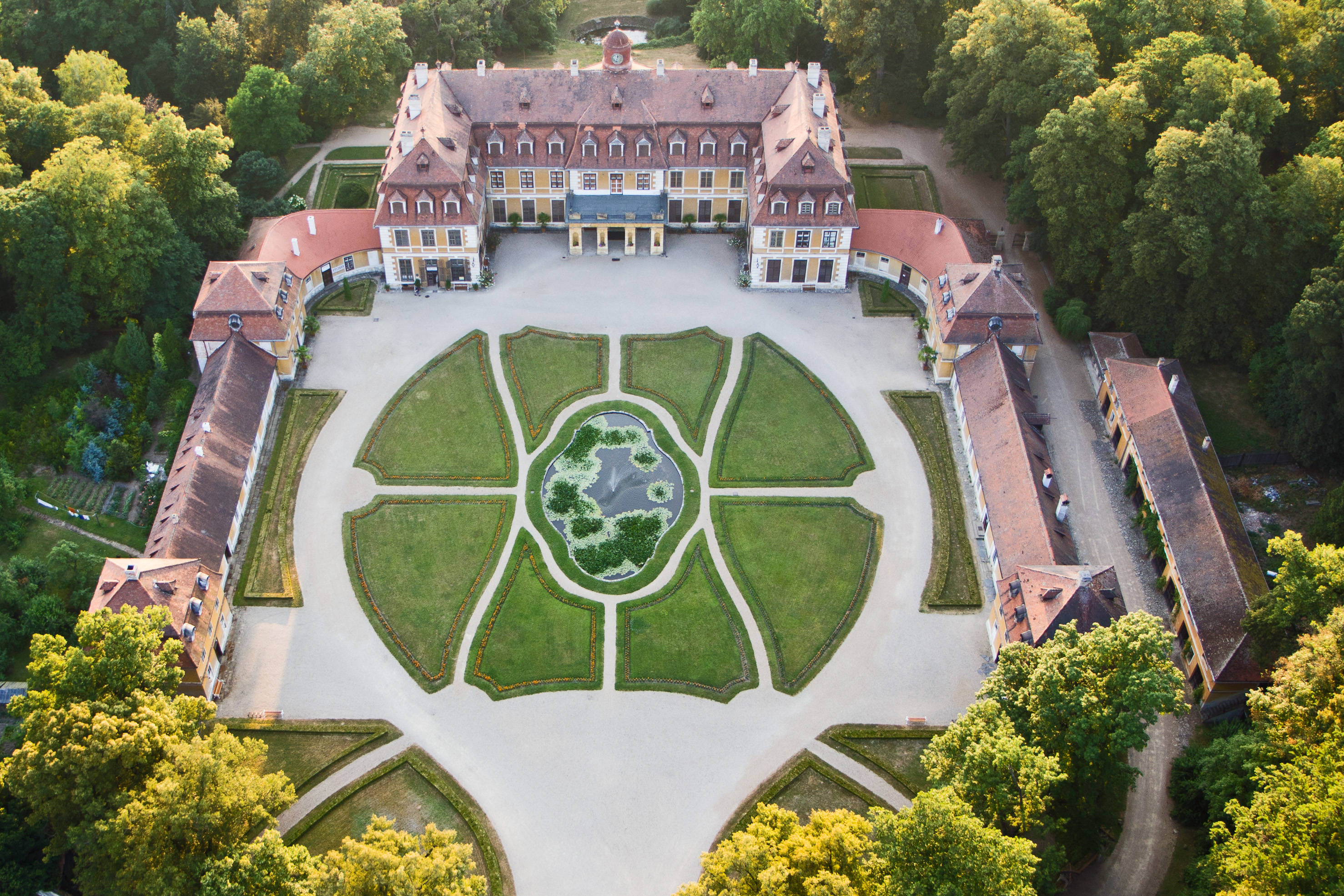
Il castello visto dall'alto

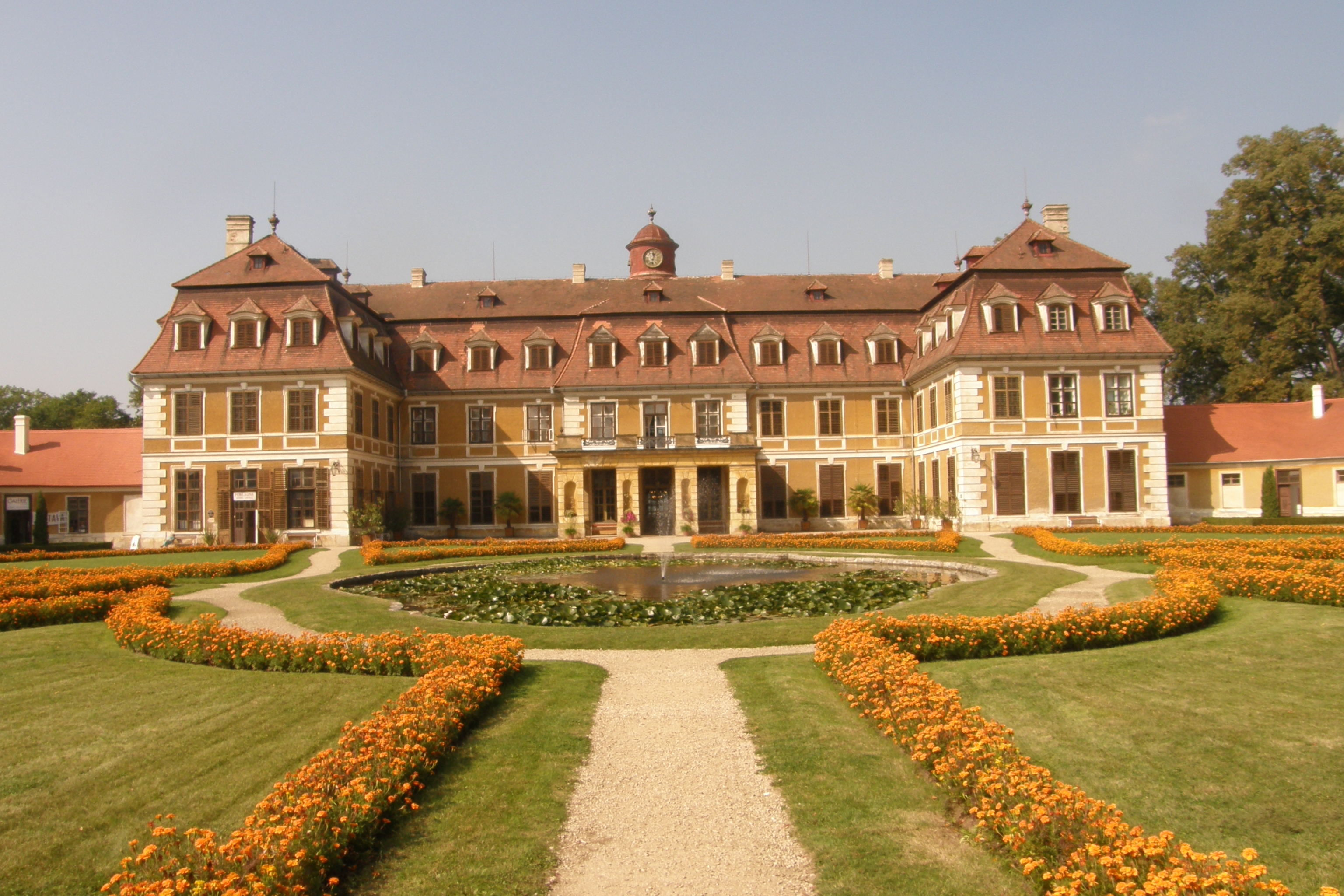
Facciata principale

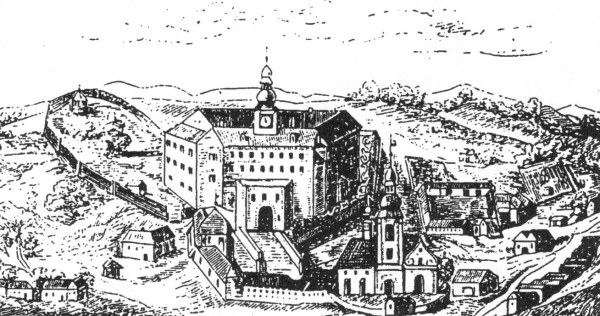
Stampa del 1670, con il castello rinascimentale anteriore al rifacimento barocco

## Il castello di Rájec nad Svitavou
Il castello, dell'architetto austriaco Isidore Canevale, appartiene ai più preziosi documenti del classicismo di orientamento primo barocco in Moravia.  Il castello fu edificato negli anni 1763-1769, nei pressi di un precedente castello rinascimentale.
Le sale storiche del castello si trovano al pianterreno dell'edificio, mentre al piano superiore è stata allestita l'esposizione dei quadri dei Salm-Reifferscheid-Raitz.
Il castello è circondato dai giardini e da un ampio parco.